# Сассі Вольдемар Самуїлович
Вольдемар Самуїлович Сассі (19 жовтня 1899, садиба Рааді Тартуського повіту, тепер Естонія — загинув у липні 1941, тепер Пярнумаа, Естонія) — радянський естонський діяч, 1-й секретар Тартуського повітового комітету КП(б) Естонії, голова Центральної ради професійних спілок Естонської РСР та голова тимчасової Верховної ради Естонської РСР. Член Державної ради Естонської Республіки 2-го скликання. Депутат тимчасової Верховної ради Естонської РСР 1-го скликання (1940—1941). Депутат Верховної ради СРСР 1-го скликання (1941).

## Життєпис
Народився в родині сільськогосподарського робітника. У 1911 році разом із родиною переселився до Тарту. Батько працював будівельним робітником, мати була пралею.
З 1911 по 1914 рік Вольдемар Сассі навчався в гімназії міста Тарту, яку не закінчив через відсутність коштів на оплату навчання. У 1914 році разом із родиною переїхав на село.
З осені 1914 по весну 1918 року навчався в Тартуській торговій школі.
Літом 1918 року наймитував у селі. Осінню 1918 року поїхав до Тарту, але не знайшов роботи і повернувся до батьків у село Вальгута. У 1919 році декілька місяців служив в естонській національній армії.
З осені 1919 року навчався в Тартуській вечірній школі. Був одним із лідерів комсомольського руху в Тарту, членом Всеестонського товариства молодих пролетарів. У 1921 році був заарештований за комуністичну діяльність, але виправданий естонським судом у 1922 році.
Член Комуністичної партії Естонії з 1922 року.
З літа 1923 року — секретар Тартуської ради профспілок. З 1923 по січень 1924 року — депутат Тартуської міської думи за списком «Союзу робітників».
21 січня 1924 року заарештований естонською поліцією і в листопаді 1924 року засуджений на довічні каторжні роботи. У 1938 році звільнений із ув'язнення за амністією. З 1939 по червень 1940 року працював у підпільній організації КП Естонії в Тарту.
У 1940 — квітні 1941 року — 1-й секретар Тартуського повітового комітету КП(б) Естонії.
Одночасно, 25 серпня 1940 — липень 1941 року — голова тимчасової Верховної ради Естонської РСР.
З квітня по липень 1941 року — голова Центральної ради професійних спілок Естонської РСР.
Загинув на початку німецько-радянської війни в липні 1941 року в Пярнуському повіті.